# Муниципальное образование Лентьевское

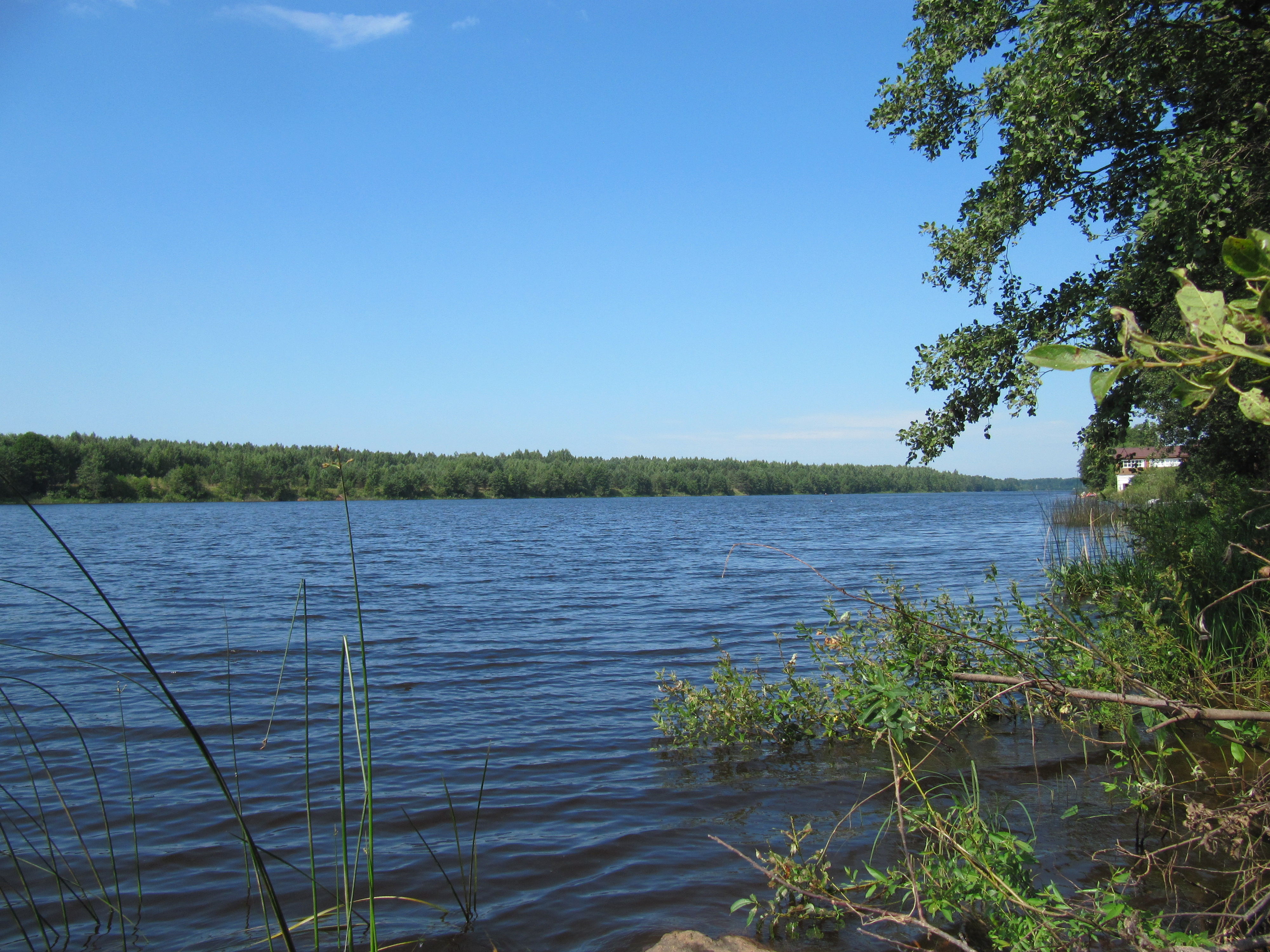
В посёлке Староречье. Река Молога разделяет Лентьевское и Моденское сельские поселения.

Муниципальное образование Лентьевское — сельское поселение в составе Устюженского района Вологодской области.
Центр — деревня Лентьево.
Образовано 1 января 2006 года в соответствии с Федеральным законом № 131 «Об общих принципах организации местного самоуправления в Российской Федерации».

## География
Расположено на севере района. Граничит:
- на юге с Моденским сельским поселением, Посёлком имени Желябова, Устюженским сельским поселением,
- на юго-западе с Мезженским сельским поселением,
- на северо-западе с Дубровским и Сиучским сельскими поселениями Бабаевского района,
- на северо-востоке с Рукавицким сельским поселением Кадуйского района,
- на востоке с Коротовским сельским поселением Череповецкого района.

По южной границе сельского поселения протекает река Молога. По территории протекают её левые притоки: Орёл, Чагодоща (и реки её бассейна Часовенный ручей, Мерёжа, Косинка, Бортень, Мулевская, Любосивец, Боровая, Ямная), Ваня, Шалочь (с притоками Исток, Чудской, Исток). На северо-западе из озера Грибно вытекает река Смердиль (бассейн Суды). Расположены болото Большой Мох, множество озёр (крупнейшие — Отно, Талец).
C востока на запад проходит автодорога А114 Вологда — Новая Ладога.

## История
В 1999 году был утверждён список населённых пунктов Вологодской области. Согласно этому списку в состав Устюженского района входили:
- Лентьевский сельсовет (ОКАТО 19 250 812, 16 населённых пунктов),
- Мерёжский сельсовет (ОКАТО 19 250 820, 6 населённых пунктов)[2].

1 января 2006 года в составе Устюженского района были образованы
- Лентьевское сельское поселение с центром Лентьево, в которое вошёл Лентьевский сельсовет,
- Мерёжское сельское поселение с центром Мерёжа, в которое вошёл Мерёжский сельсовет.

11 января 2007 года был изменён состав сельских поселений:
- из Лентьевского сельского поселения в сельское поселение Посёлок имени Желябова переданы деревни Александрово-Марьино, Лычно, Оснополье, Селище, Чирец, расположенные на правом берегу Мологи,
- в Лентьевское сельское поселение из Моденского сельского поселения переданы деревни Ванское, Глины, Зимник, Попчиха, посёлки Колоколец, Староречье на левом берегу[3].

14 ноября 2007 года часть земель комплексного ландшафтного государственного природного заказника «Ванская Лука» площадью 594 га передана из Моденского сельского поселения в Лентьевское.
9 апреля 2009 года Лентьевское и Мерёжское сельские поселения были объединены в Лентьевское с центром в деревне Лентьево.

## Населённые пункты
В состав сельского поселения входят 23 населённых пункта, в том числе
20 деревень,
2 посёлка,
1 хутор.
| Населённый пункт   | ОКАТО          | Рег. номер | Расстояние до районного центра, км | Расстояние до центра поселения, км | Индекс | Координаты                      |
| ------------------ | -------------- | ---------- | ---------------------------------- | ---------------------------------- | ------ | ------------------------------- |
| деревня Бывальцево | 19 250 820 002 | 6681       | 40                                 |                                    | 162800 | 59°08′11″ с. ш. 36°23′53″ в. д. |
| деревня Ванское    | 19 250 824 004 | 6689       | 38                                 |                                    | 162822 | 58°56′20″ с. ш. 36°52′32″ в. д. |
| деревня Вешки      | 19 250 820 003 | 6682       | 39                                 |                                    | 162830 | 58°59′56″ с. ш. 36°20′45″ в. д. |
| деревня Глины      | 19 250 824 005 | 6690       | 45                                 |                                    | 162800 | 58°55′41″ с. ш. 37°00′32″ в. д. |
| деревня Горка      | 19 250 820 004 | 6683       | 22                                 |                                    | 162830 | 58°56′30″ с. ш. 36°23′04″ в. д. |
| деревня Громошиха  | 19 250 812 003 | 6652       | 18                                 | 4                                  | 162800 | 58°57′21″ с. ш. 36°33′27″ в. д. |
| деревня Зимник     | 19 250 824 006 | 6691       | 42                                 |                                    | 162800 | 58°58′13″ с. ш. 36°57′35″ в. д. |
| посёлок Колоколец  | 19 250 824 007 | 6692       | 39                                 |                                    | 162800 | 58°56′40″ с. ш. 36°54′40″ в. д. |
| деревня Лентьево   | 19 250 812 001 | 6650       | 22                                 | 0                                  | 162820 | 58°57′47″ с. ш. 36°36′22″ в. д. |
| деревня Мерёжа     | 19 250 820 001 | 6680       | 35                                 |                                    | 162830 | 59°01′36″ с. ш. 36°23′53″ в. д. |
| деревня Огибь      | 19 250 812 005 | 6655       | 16                                 | 6                                  | 162800 | 58°56′37″ с. ш. 36°32′04″ в. д. |
| деревня Окулово    | 19 250 820 005 | 6685       | 22                                 |                                    | 162800 | 58°56′46″ с. ш. 36°22′46″ в. д. |
| деревня Орёл       | 19 250 820 006 | 6684       | 20                                 |                                    | 162800 | 58°57′03″ с. ш. 36°25′29″ в. д. |
| хутор Пожарки      | 19 250 812 009 | 6658       | 39                                 | 17                                 | 162800 | 59°03′28″ с. ш. 36°42′34″ в. д. |
| деревня Понизовье  | 19 250 812 007 | 6657       | 33                                 | 11                                 | 162821 | 59°02′01″ с. ш. 36°44′08″ в. д. |
| деревня Попчиха    | 19 250 824 013 | 6698       | 31                                 |                                    | 162800 | 58°56′43″ с. ш. 36°46′46″ в. д. |
| деревня Порослово  | 19 250 812 008 | 6656       | 14                                 | 8                                  | 162800 | 58°54′56″ с. ш. 36°31′53″ в. д. |
| посёлок Староречье | 19 250 824 015 | 6700       | 42                                 |                                    | 162800 | 58°56′31″ с. ш. 36°59′30″ в. д. |
| деревня Сысоево    | 19 250 812 011 | 6660       | 36                                 | 14                                 | 162800 | 59°02′38″ с. ш. 36°44′24″ в. д. |
| деревня Хотыль     | 19 250 812 012 | 6661       | 12                                 | 10                                 | 162800 | 58°55′28″ с. ш. 36°33′06″ в. д. |
| деревня Шалочь     | 19 250 812 014 | 6663       | 44                                 | 22                                 | 162800 | 59°04′40″ с. ш. 36°41′19″ в. д. |
| деревня Шелохачь   | 19 250 812 015 | 6664       | 26                                 | 4                                  | 162800 | 58°59′04″ с. ш. 36°34′49″ в. д. |
| деревня Шуклино    | 19 250 812 016 | 6665       | 8                                  | 15                                 | 162800 | 58°54′05″ с. ш. 36°35′05″ в. д. |